# Římskokatolická farnost Ludslavice
Římskokatolická farnost Ludslavice je územní společenství římských katolíků s farním kostelem svatého Václava v děkanátu Holešov. 

## Historie farnosti
První písemná zmínka o obci pochází z roku 1275. Farní kostel byl postaven roku 1690, přestavěn byl roku 1858.

## Duchovní správci
Administrátorem excurrendo byl od prvního desetiletí 21. století R. D. Mgr. Antonín Ptáček. K 1. červenci 2019 ho vystřídal R. D. Mgr. Radomír Němeček.

## Bohoslužby
| Kostel          | Místo      | Bohoslužba (den) | Hodina                                   | Poznámka     |
| --------------- | ---------- | ---------------- | ---------------------------------------- | ------------ |
| svatého Václava | Ludslavice | neděle čtvrtek   | 9.45 17.00 (zimní čas)/18.00 (letní čas) | farní kostel |

## Aktivity ve farnosti
Ve farnosti se pravidelně koná tříkrálová sbírka. V roce 2018 činil její výtěžek 22 507 korun.